# Pitch (film)
 For alternative betydninger, se Pitch. (Se også artikler, som begynder med Pitch)
Et pitch er det første skridt i produktionen af film eller tv-serier. Det er her hvor man først ser ideen komme til udtryk. 
Pitchen er oftest det der skal sælge ideen til produktionsselskabet og det er derfor langt fra det færdige projekt, men en kort og ofte billig produceret udgave af det endelige resultat.
| Film | Spire Denne filmartikel er en spire som bør udbygges. Du er velkommen til at hjælpe Wikipedia ved at udvide den. |